# Boksen op de Olympische Zomerspelen 1984
Boksen is een van de sporten die beoefend werden tijdens de Olympische Zomerspelen 1984 in Los Angeles.

## Mannen
Uitslagen per gewichtsklasse: 

### lichtvlieggewicht (tot 48 kg)
| rang   | sporter               | land |
| ------ | --------------------- | ---- |
| Goud   | Paul Gonzales         | USA  |
| Zilver | Salvatore Todisco     | ITA  |
| Brons  | Marcelino Bolívar     | VEN  |
| Brons  | Keith Mwila           | ZAM  |
| 5      | Mamoru Kuroiwa        | JPN  |
| 5      | John Lyon             | GBR  |
| 5      | Carlos Motta Taracena | GUA  |
| 5      | Rafael Ramos          | PUR  |

### vlieggewicht (tot 51 kg)
| rang   | sporter            | land |
| ------ | ------------------ | ---- |
| Goud   | Steve McCrory      | USA  |
| Zilver | Redžep Redžepovski | YUG  |
| Brons  | Ibrahim Bilali     | KEN  |
| Brons  | Eyüp Can           | TUR  |
| 5      | Peter Ayesu        | MAW  |
| 5      | Jeff Fenech        | AUS  |
| 5      | Heo Yong-mo        | KOR  |
| 5      | Laureano Ramírez   | DOM  |

### bantamgewicht (tot 54 kg)
| rang   | sporter            | land |
| ------ | ------------------ | ---- |
| Goud   | Maurizio Stecca    | ITA  |
| Zilver | Héctor López       | MEX  |
| Brons  | Pedro Nolasco      | DOM  |
| Brons  | Dale Walters       | CAN  |
| 5      | Pedro Rubén Décima | ARG  |
| 5      | Ndaba Dube         | ZIM  |
| 5      | Moon Sung-kil      | KOR  |
| 5      | Robinson Pitalua   | COL  |

### vedergewicht (tot 57 kg)
| rang   | sporter            | land |
| ------ | ------------------ | ---- |
| Goud   | Meldrick Taylor    | USA  |
| Zilver | Peter Konyegwachie | NGR  |
| Brons  | Turgut Aykaç       | TUR  |
| Brons  | Omar Catari        | VEN  |
| 5      | Mohamed Hegazy     | EGY  |
| 5      | Charles Lubulwa    | UGA  |
| 5      | Park Hyeong-ok     | KOR  |
| 5      | John Wanjau        | KEN  |

### lichtgewicht (tot 60 kg)
| rang   | sporter               | land |
| ------ | --------------------- | ---- |
| Goud   | Pernell Whitaker      | USA  |
| Zilver | Luis Ortiz            | PUR  |
| Brons  | Chun Chil-sung        | KOR  |
| Brons  | Martin Ndongo-Ebanga  | CMR  |
| 5      | Leopoldo Cantancio    | PHI  |
| 5      | Reiner Gies           | FRG  |
| 5      | José Antonio Hernando | ESP  |
| 5      | Fahri Sümer           | TUR  |

### halfweltergewicht (tot 63.5 kg)
| rang   | sporter          | land |
| ------ | ---------------- | ---- |
| Goud   | Jerry Page       | USA  |
| Zilver | Dhawee Umponmaha | THA  |
| Brons  | Mircea Fulger    | ROU  |
| Brons  | Mirko Puzović    | YUG  |
| 5      | Lofti Belkhir    | TUN  |
| 5      | Kim Dong-kil     | KOR  |
| 5      | Jorge Maisonet   | PUR  |
| 5      | Jean Mbereke     | CMR  |

### weltergewicht (tot 67 kg)
| rang   | sporter           | land |
| ------ | ----------------- | ---- |
| Goud   | Mark Breland      | USA  |
| Zilver | An Young-su       | KOR  |
| Brons  | Luciano Bruno     | ITA  |
| Brons  | Joni Nyman        | FIN  |
| 5      | Dwight Frazer     | JAM  |
| 5      | Vesa Koskela      | SWE  |
| 5      | Alexander Künzler | FRG  |
| 5      | Genaro Léon       | MEX  |

### halfmiddengewicht (tot 71 kg)
| rang   | sporter            | land |
| ------ | ------------------ | ---- |
| Goud   | Frank Tate         | USA  |
| Zilver | Shawn O'Sullivan   | CAN  |
| Brons  | Christophe Tiozzo  | FRA  |
| Brons  | Manfred Zielonka   | FRG  |
| 5      | Israel Cole        | SLE  |
| 5      | Rod Douglas        | GBR  |
| 5      | Christopher Kapopo | ZAM  |
| 5      | Gnohere Sery       | CIV  |

### middengewicht (tot 75 kg)
| rang   | sporter             | land |
| ------ | ------------------- | ---- |
| Goud   | Shin Joon-sup       | KOR  |
| Zilver | Virgil Hill         | USA  |
| Brons  | Arístides González  | PUR  |
| Brons  | Mohamed Zaoui       | ALG  |
| 5      | Moses Mwaba         | ZAM  |
| 5      | Jeremiah Okorodudu  | NGR  |
| 5      | Damir Škaro         | YUG  |
| 5      | Pedro van Raamsdonk | NED  |

### halfzwaargewicht (tot 81 kg)
| rang   | sporter           | land |
| ------ | ----------------- | ---- |
| Goud   | Anton Josipović   | YUG  |
| Zilver | Kevin Barry       | NZL  |
| Brons  | Evander Holyfield | USA  |
| Brons  | Mustapha Moussa   | ALG  |
| 5      | Georgică Donici   | ROU  |
| 5      | Jean-Paul Nanga   | CMR  |
| 5      | Syivaus Okello    | KEN  |
| 5      | Anthony Wilson    | GBR  |

### zwaargewicht (tot 91 kg)
| rang   | sporter                | land |
| ------ | ---------------------- | ---- |
| Goud   | Henry Tillman          | USA  |
| Zilver | Willie DeWit           | CAN  |
| Brons  | Angelo Musone          | ITA  |
| Brons  | Arnold Vanderlyde      | NED  |
| 5      | Håkan Brock            | SWE  |
| 5      | Dodovic Owiny          | UGA  |
| 5      | Georgios Stefanopoulos | GRE  |
| 5      | Tevita Taufoou         | TGA  |

### superzwaargewicht (boven 91 kg)
| rang   | sporter           | land |
| ------ | ----------------- | ---- |
| Goud   | Tyrell Biggs      | USA  |
| Zilver | Francesco Damiani | ITA  |
| Brons  | Aziz Salihu       | YUG  |
| Brons  | Robert Wells      | GBR  |
| 5      | Peter Hussing     | FRG  |
| 5      | Lennox Lewis      | CAN  |
| 5      | Willie Isangura   | TAN  |
| 5      | William Pulu      | TGA  |

## Medaillespiegel
| rang   | land                     | goud | zilver | brons | totaal |
| ------ | ------------------------ | ---- | ------ | ----- | ------ |
| 1      | Verenigde Staten         | 9    | 1      | 1     | 11     |
| 2      | Italië                   | 1    | 2      | 2     | 5      |
| 3      | Joegoslavië              | 1    | 1      | 2     | 4      |
| 4      | Zuid-Korea               | 1    | 1      | 1     | 3      |
| 5      | Canada                   | 0    | 2      | 1     | 3      |
| 6      | Puerto Rico              | 0    | 1      | 1     | 2      |
| 7      | Mexico                   | 0    | 1      | 0     | 1      |
| 7      | Nieuw-Zeeland            | 0    | 1      | 0     | 1      |
| 7      | Nigeria                  | 0    | 1      | 0     | 1      |
| 7      | Thailand                 | 0    | 1      | 0     | 1      |
| 11     | Algerije                 | 0    | 0      | 2     | 2      |
| 11     | Turkije                  | 0    | 0      | 2     | 2      |
| 11     | Venezuela                | 0    | 0      | 2     | 2      |
| 14     | Dominicaanse Republiek   | 0    | 0      | 1     | 1      |
| 14     | Finland                  | 0    | 0      | 1     | 1      |
| 14     | Frankrijk                | 0    | 0      | 1     | 1      |
| 14     | Kameroen                 | 0    | 0      | 1     | 1      |
| 14     | Kenia                    | 0    | 0      | 1     | 1      |
| 14     | Nederland                | 0    | 0      | 1     | 1      |
| 14     | Roemenië                 | 0    | 0      | 1     | 1      |
| 14     | Groot-Brittannië         | 0    | 0      | 1     | 1      |
| 14     | Bondsrepubliek Duitsland | 0    | 0      | 1     | 1      |
| 14     | Zambia                   | 0    | 0      | 1     | 1      |
| totaal | totaal                   | 12   | 12     | 24    | 48     |